# Melanie Reismann
Melanie Reismann (* 21. September 1972, verh. Reismann-Schäfer) ist eine ehemalige deutsche Fußballspielerin. Sie spielte 2003/04 für den 1. FFC Frankfurt in der Frauen-Bundesliga.

## Karriere
Reismann begann mit dem Fußballspielen in Heidesheim am Rhein bei der TSG Heidesheim. Sie gehörte von April bis Juni 2004 der Mannschaft des 1. FFC Frankfurt an und kam am 7. April (13. Spieltag) beim 3:1-Sieg im Auswärtsspiel gegen den SC Freiburg mit Einwechslung für Pia Wunderlich in der 84. Minute zu ihrem einzigen Einsatz in der Bundesliga.
Sie spielte zudem in der Saison 2010/11 für Germania Wiesbaden in der drittklassigen Regionalliga Süd und kam vom 5. September 2010 (2. Spieltag) bis zum  29. Mai 2011 (22. Spieltag) in 15 Punktspielen zum Einsatz. Da sich der Verein aus finanziellen Gründen aus der Spielklasse zurückzog, wechselte sie mit weiteren Mitspielerinnen zu Eintracht Frankfurt und trug zur Meisterschaft sowie zum Aufstieg in die Regionalliga bei.
In der Hinrunde der Saison 2012/13 unterstützte sie als Co-Trainerin das Betreuerteam von Eintracht Frankfurt, und ab Sommer 2013 wirkte sie als Athletik-Trainerin der zweiten Mannschaft.
Von 2013 bis 2015 gehörte sie dem in Wiesbaden-Schierstein ansässigen 1. FSV Schierstein an, kam jedoch in lediglich zwei Punktspielen ihrer ersten Hessenliga-Saison zum Einsatz; am 7. September 2013 (3. Spieltag) beim 3:0-Sieg im Heimspiel gegen den Mehrspartensportverein TSV Zierenberg als Einwechselspielerin für Alisa Frick ab  der 71. Minute, und am 12. Oktober 2013 (8. Spieltag) beim 1:1-Unentschieden im Heimspiel gegen die SG Rückers.
Seit 2018 ist sie als Co-Trainerin des 1. FSV Schierstein tätig.

## Erfolge
- Hessenliga-Meister 2012